# Бюльбюль тайванський
Бюльбю́ль тайванський (Pycnonotus taivanus) — вид горобцеподібних птахів родини бюльбюлевих (Pycnonotidae). Ендемік Тайваню.

## Опис

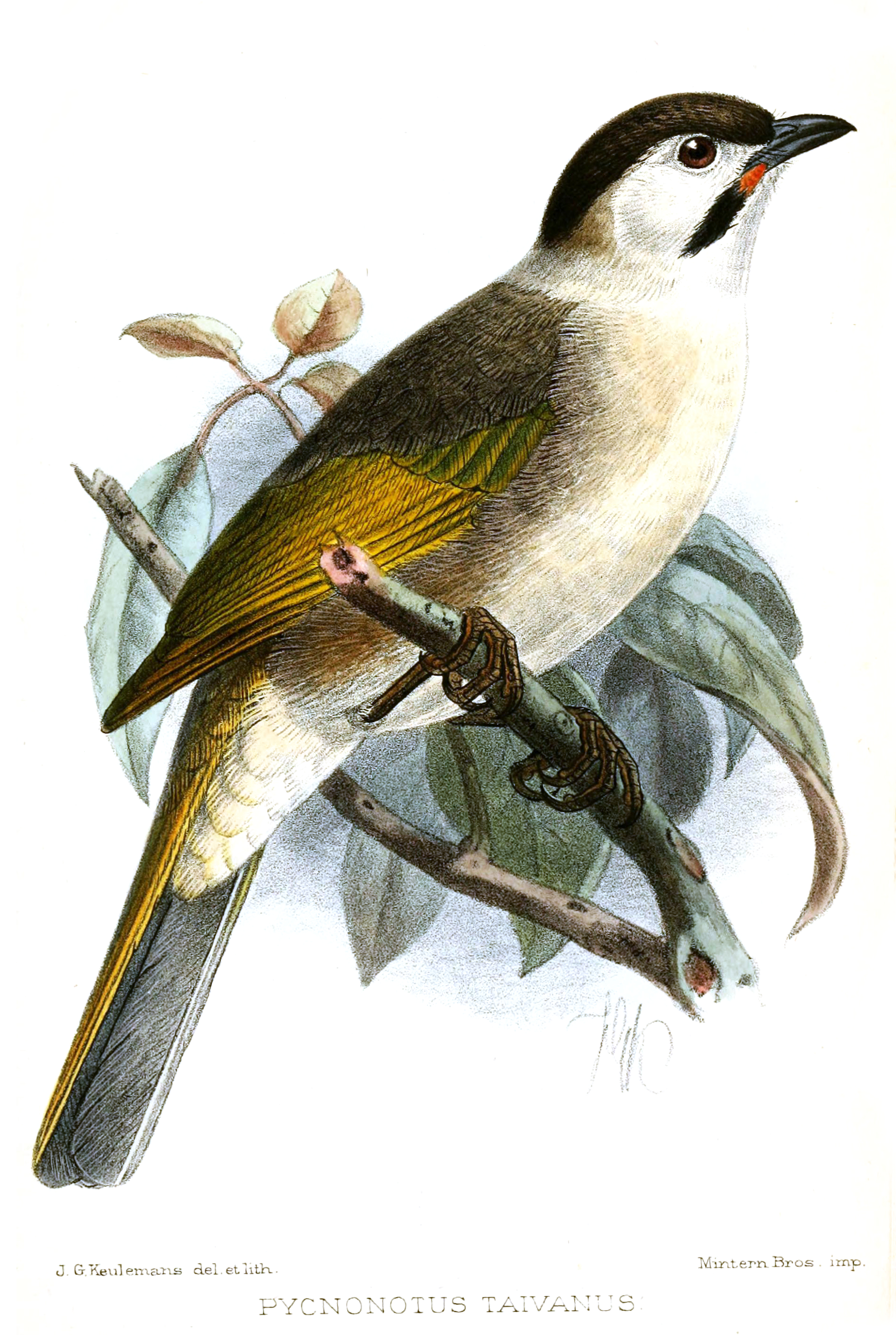
Тайванський бюльбюль

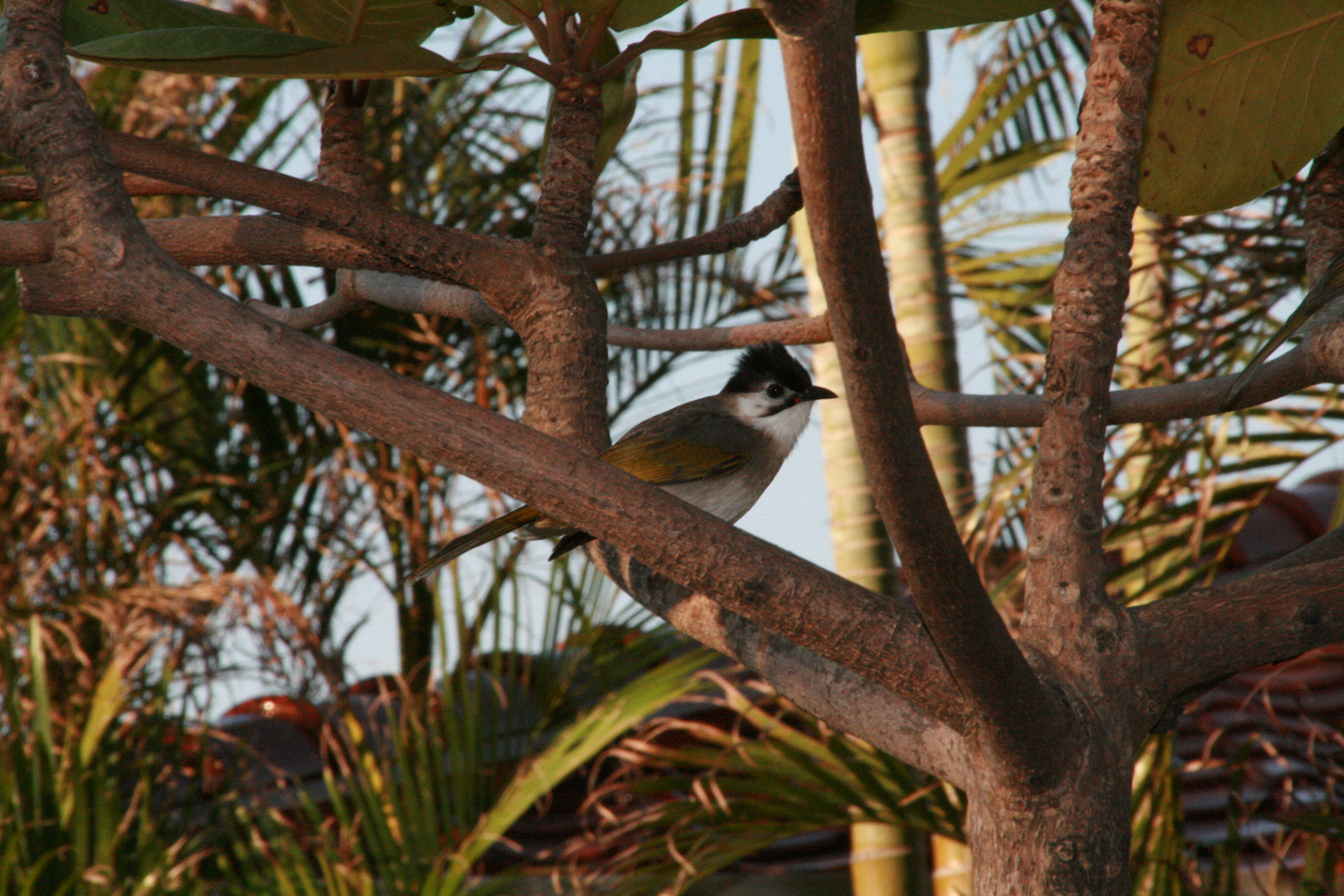
Тайванський бюльбюль

Довжина птаха становить 18 см. Верхня частина голови чорнувата, обличчя сірувато-біле, під дзьобом чорні "вуса", на вусах червоні плямки. Верхня частина тіла зеленувато-сіра, груди темно-сірі, нижня частина тіла сіра, верхні покривні пера хвоста сірі, крила і хвіст жовтувато-зелені.

## Поширення і екологія
Тайванські бюльбюлі мешкають на сході і на південному сході Тайваню. Вони живуть у вологих субтропічних і тропічних лісах і чагарникових заростях, на полях, в парках і садах. Живляться плодами, квітками і комахами. Сезон розмноження триває з березня по липень.

## Збереження
МСОП класифікує цей вид як вразливий. За оцінками дослідників, популяція тайванських бюльбюлів становить від 15 до 30 тисяч птахів. Їм загрожує втрата генетичної унікальності через активну гібридизацію з китайськими бюльбюлями.